# Оскар Лараури
Оскар Лараури (на испански: Oscar Larrauri) е бивш аржентински пилот от Формула 1. Роден е на 19 август 1954 година в Гранадеро Байгория, Аржентина.

## Формула 1
Оскар Лараури дебютира във Формула 1 през 1988 г. в Голямата награда на Бразилия, в световния шампионат на Формула 1 записва 21 участия като не успява да спечели точки. Състезава се само за отбора на ЕуроБрун.